# Gabriel Caruana
Gabriel Caruana, né le 7 avril 1929 à Balzan et mort le 16 juillet 2018,  est un artiste maltais spécialisé en céramique.

## Biographie
Gabriel Caruana a fait ses études dans plusieurs écoles, dont la Malta School of Art (1953–59), l'Accademia di belle arti Pietro Vannucci à Pérouse (1965), la School of Arts and Crafts à Détroit (1966) et l'Istituto Statale per la Ceramica à Faenza (1967).
Il a réalisé des expositions de niveau international, dont les plus importants, celle faite à l'Hunter College de New York en 1996, ainsi que celle de la Banque centrale de Malte à La Vallette.